# Panseksualnost
Panseksualnost, ili omniseksualnost, je seksualna privlačnost, seksualna želja, romantična ljubav, ili emocionalna privlačnost prema ljudima svih rodnih identiteta i polova. Samo - identifikovani/e pansekualci/ke smatraju ideju o panseksualnosti kao seksualnu orijentaciju, i nazivaju slepom za polove, tvrdeći da je pol neznatan ili irelevantan u određivanju da li će neko biti seksualno privlačan drugima. Oksfordski rečnik engleskog jezika definiše panseksualnost, "ne ograničavan ili inhibiran u seksualnom izboru s obzirom na pol ili aktivnost".
Koncept o panseksualnosti odbija polnu dvojnost, "pojam dva pola i zaista specifične seksualne orijentacije", jer su pansekualci otvoreni za odnose sa ljudima koji se ne identifikuju kao strogo muškarci ili žene.

## Etimologija
Prefiks pan- dolazi od starogrčkog termina koji znači "sve" ili "svako". Omni- dolazi od latinskog izraza "sve". Pansekualnost potiče od reči panseksualizam, koja datira iz 1917.godine, što je gledište "da seksualni instinkt igra primarnu ulogu u svim ljudskim aktivnostima, mentalnim i fizičkim". 
Konceptualizacija panseksualnosti za razliku od panseksualizma kontradiktuje se sa predominantnim prefiksom vezanim za -seksualan i -rodni korene. Tradicionalna misao koristi prefikse hetero- (suprotan), homo- (isti), bi- (dva) i trans- ('preko'). Transrodni identitet otvara polni kontinuum, ali ne odbacuje niti zanemaruje ideju polova u potpunosti.

## Simbol ponosa
Panseksualna zastava ponosa je dizajnirana da bi zajednica dobila svoj simbol kako bi se povećalo znanje o panseksualcima među društvom i LBGT zajednici. Panseksualna zastava ponosa ima rozu prugu na vrhu kao simbol ženskog pola, plavu na dnu za muški pol i žutu između kao simbol ne privlačenja samo dva pola.

## Poređenje sa biseksualnosti i drugim seksualnim identitetima
Bukvalna rečnička definicija biseksualnosti, zbog prefiksa dvo- , je seksualna ili romantična privlačnostna dva pola (muškaraca i žena), ili na dva roda (muškarci i žene). Panseksualnost, međutim, sastavljena od prefiks pan-, je seksualna privlačnost prema osobama svih polova i rodova. Koristeći ove definicije, panseksualnost se razlikuje po tome što uključuje ljude koji su interseksualni i/ili padaju van rodne dvojnosti. Obično se smatra više sveobuhvatnim pojmom od biseksualnosti. Iako se bukvalno značenje može tumačiti kao "privučen svemu", u grupu ljudi koji se deklarišu kao pansekualcli ne ubraja se parafilija, kao što su zoofilija, pedofilija i nekrofilija.
Definicija panseksualnosti podstiče uverenje da je jedina kategorija koja obuhvata pojedince koji se ne uklapaju u česte kategorije muškog/čoveka ili ženskog/ženu. Međutim, biseksualno identifikovani ljudi mogu uložiti prigovor na pojam da biseksualnost znači seksualnu privlačnost samo dva pola, tvrdeći da pošto biseksualnost nije jednostavno o privlačnosti prema polovima i obuhvata rod, kao i da može uključivati privlačnost više od dva pola. 
Pol se smatra složenijim, jer uključuje genetske, hormonalne, društvene i ekološke faktore, a postoje rodni identiteti koji su potpuno slični jedni drugima. Termin panseksualnosti se naizmenično koristi sa biseksualnosti, i slično, ljudi koji se identifikuju kao biseksualaci mogu "osećaju da rod, biološki pol i seksualna orijentacija ne bi trebalo da budu ključna tačka u potencijalnim romantičnim/seksualnim odnosima". 
Polisekualnost je slična panseksualnosti u definiciji, što znači "obuhvata više od jedne seksualnosti" ali nužno ne obuhvata sve seksualnosti. Ovo se razlikuje od poliamorije, što znači više od jednog intimnog odnosa u isto vreme sa znanjem i saglasnošću svih učesnika. 